# Liste des Premiers ministres de la république démocratique du Congo
La liste des Premiers ministres de la république démocratique du Congo répertorie l'ensemble des personnes ayant occupé la fonction de chef de gouvernement de la république démocratique du Congo, appelée Zaïre entre 1971 et 1997, depuis son indépendance en 1960.
Selon le régime en place, la fonction de chef de gouvernement a pris des noms différents, soit : 
- Premier ministre, entre 1960 et 1966 et depuis 1990 ;
- Premier commissaire d'État, entre 1977 et 1990 à l'époque de la République du Zaïre.

Entre 1966 et 1977, la fonction est abolie et remplacée par un Conseil exécutif, sous les ordres de Joseph-Désiré Mobutu.
| Premier ministre | Naissance et décès | Début             | Fin               | Parti           | Remarques                                          |
| --- | ------------------ | ----------------- | ----------------- | --------------- | -------------------------------------------------- |
| Première République |                    |                   |                   |                 |                                                    |
| Patrice Lumumba | (1925-1961)        | 24 juin 1960      | 5 septembre 1960  | MNC-Lumumba     | Meurt assassiné 4 mois après la fin de son mandat. |
| Joseph Ileo | (1921-1994)        | 12 septembre 1960 | 20 septembre 1960 | MNC-Kalonji     | Première fois.                                     |
| Justin Marie Bomboko | (1928-2014)        | 20 septembre 1960 | 9 février 1961    | Union des Mongo | président du Collège des Commissaires généraux     |
| Joseph Ileo | (1921-1994)        | 9 février 1961    | 27 juillet 1961   | MNC-Kalonji     | Deuxième fois.                                     |
| Cyrille Adoula | (1921-1978)        | 2 août 1961       | 30 juin 1964      | indépendant     |                                                    |
| Moïse Tshombe | (1919-1969)        | 10 juillet 1964   | 13 octobre 1965   | CONACO          |                                                    |
| Évariste Kimba | (1926-1966)        | 18 octobre 1965   | 14 novembre 1965  | CONACO          | Meurt exécuté 8 mois après la fin de son mandat.   |
| Coup d'État de Joseph-Désiré Mobutu |                    |                   |                   |                 |                                                    |
| Léonard Mulamba | (1928-1986)        | 25 novembre 1965  | 26 octobre 1966   | militaire       |                                                    |
| Poste aboli et remplacé par le Conseil exécutif (27 octobre 1966 – 27 octobre 1971)                                                                         |                    |                   |                   |                 |                                                    |
| République du Zaïre |                    |                   |                   |                 |                                                    |
| Poste aboli et remplacé par le Conseil exécutif (27 octobre 1971 – 6 juillet 1977)                                                                          |                    |                   |                   |                 |                                                    |
| Premier commissaire d'État | Naissance et décès | Début             | Fin               | Parti           | Remarque                                           |
| Mpinga Kasenda | (1937-)            | 6 juillet 1977    | 6 mars 1979       | MPR             |                                                    |
| Bo-Boliko Lokonga Mihambo | (1934-2018)        | 6 mars 1979       | 27 août 1980      | MPR             |                                                    |
| Jean Nguza Karl-I-Bond | (1938-2003)        | 27 août 1980      | 23 avril 1981     | MPR             | Première fois.                                     |
| Joseph Untube N'singa Udjuu | (1934-2021)        | 23 avril 1981     | 5 novembre 1982   | MPR             |                                                    |
| Kengo Wa Dondo | (1935-)            | 5 novembre 1982   | 31 octobre 1986   | MPR             | Première fois.                                     |
| Poste vacant (31 octobre 1986 – 27 janvier 1987) |                    |                   |                   |                 |                                                    |
| Mabi Mulumba | (1941-)            | 27 janvier 1987   | 7 mars 1988       | MPR             |                                                    |
| Sambwa Pida Nbangui | (1940-1998)        | 7 mars 1988       | 26 novembre 1988  | MPR             |                                                    |
| Kengo Wa Dondo | (1935-)            | 26 novembre 1988  | 4 mai 1990        | MPR             | Deuxième fois.                                     |
| Premier ministre | Naissance et décès | Début             | Fin               | Parti           | Remarque                                           |
| Lunda Bululu | (1942-)            | 4 mai 1990        | 1er avril 1991    | MPR             |                                                    |
| Mulumba Lukoji | (1943-1997)        | 1er avril 1991    | 29 septembre 1991 | MPR             |                                                    |
| Étienne Tshisekedi | (1932-2017)        | 29 septembre 1991 | 1er novembre 1991 | UDPS            | Père de l'actuel président de la RDC Première fois |
| Bernardin Mungul Diaka | (1933-1999)        | 1er novembre 1991 | 25 novembre 1991  | RDR             |                                                    |
| Jean Nguza Karl-I-Bond | (1938-2003)        | 25 novembre 1991  | 15 août 1992      | UFERI           | Deuxième fois.                                     |
| Étienne Tshisekedi | (1932-2017)        | 15 août 1992      | 1er décembre 1992 | UDPS            | Deuxième fois.                                     |
| Faustin Birindwa | (1940-1999)        | 3 avril 1993      | 14 janvier 1994   | UDPS            |                                                    |
| Kengo Wa Dondo | (1935-)            | 6 juillet 1994    | 2 avril 1997      | UDI             | Troisième fois.                                    |
| Étienne Tshisekedi | (1932-2017)        | 2 avril 1997      | 9 avril 1997      | UDPS            | Troisième fois.                                    |
| Likulia Bolongo | (1939-)            | 9 avril 1997      | 16 mai 1997       | militaire       | Dernier premier ministre du Zaïre.                 |
| Prise de Kinshasa Troisième République |                    |                   |                   |                 |                                                    |
| Poste aboli et remplacé par le Gouvernement de salut public puis par le Gouvernement de transition (Kabila I et Kabila II) (16 mai 1997 – 30 décembre 2006) |                    |                   |                   |                 |                                                    |
| Antoine Gizenga | (1925-2019)        | 30 décembre 2006  | 10 octobre 2008   | PALU            | Poste restauré par la nouvelle Constitution        |
| Adolphe Muzito | (1957-)            | 10 octobre 2008   | 7 mars 2012       | PALU            |                                                    |
| Louis Koyagialo | (1947-2014)        | 7 mars 2012       | 18 avril 2012     | PPRD            | par intérim                                        |
| Augustin Matata Ponyo | (1964-)            | 18 avril 2012     | 14 novembre 2016  | PPRD            |                                                    |
| Samy Badibanga | (1962-)            | 17 novembre 2016  | 17 mai 2017       | Indépendant     |                                                    |
| Bruno Tshibala | (1956-)            | 18 mai 2017       | 7 septembre 2019  | UDPS            |                                                    |
| Sylvestre Ilunga | (1947-)            | 7 septembre 2019  | 26 avril 2021     | PPRD            |                                                    |
| Jean-Michel Sama Lukonde Kyenge | (1977-)            | 26 avril 2021     | 12 juin 2024      | ACO             |                                                    |
| Judith Tuluka Suminwa | (1967-)            | 12 juin 2024      | En fonction       | UDPS            | Première femme à occuper ce poste                  |